# بنجشنبة بازار (بيرسهراب)
بنجشنبة بازار (بالفارسية: پنجشنبه بازار) هي قرية تقع في البلدة المركزية في إيران. يقدر عدد سكانها بـ 367 نسمة بحسب إحصاء 2016.